# Battaglia di El Obeid
La battaglia di El Obeid venne combattuta tra il 3 e il 5 novembre 1883 tra le forze del Sudan mahdista, al comando del mahdi Muhammad Ahmad, e quelle anglo-egiziane al comando del generale britannico William Hicks.

## Contesto
Il Sudan in quegli anni era controllato dall'Egitto; Muhammad Ahmad, divenuto leader della confraternita sunnita della Sammāniyya nel 1880, durante la problematica situazione sudanese di quegli anni si proclamò Mahdi e, appoggiandosi al popolare sentimento religioso e nazionalista, si pose a capo di una rivolta nazionalista contro la dominazione anglo-egiziana.

## La battaglia
Nel 1883 William Hicks, un ufficiale britannico in pensione, venne messo a capo di una debole forza militare che da Khartum doveva raggiungere il Kordofan con l'ordine di schiacciare il Mahdi, che nel gennaio del 1883 aveva catturato al-Ubayyid (anche chiamata El Obeid), la capitale di quella provincia.
La spedizione partì da Khartum il 9 settembre: era costituita da 7 000 fanti, 1 000 cavalieri e 2 000 seguaci del campo e comprendeva 13 europei. Il 10 la forza lasciò il Nilo a Duem. Dopo una marcia forzata, Hicks attaccò le forze mahdiste il 3 novembre 1883. Il Mahdi aveva comunque avuto il tempo di riarmare e preparare i propri Anṣār, che erano ormai giunti ad essere più di 40 000. Il 5 novembre la forza di spedizione britannica al comando di Hicks cadde in un'imboscata e fu annientata nei pressi di Shaykān a sud di El Obeid. Lo stesso Hicks venne ucciso, si salvarono solamente 300 uomini. Secondo il racconto del cuoco di Hicks, uno dei sopravvissuti, il generale fu l'ultimo ufficiale a cadere, colpito dalla lancia del califfo Mahommed Sherif. La testa di Hicks fu poi tagliata e portata al mahdi.

## Fonti
- Winston Churchill, The River War, Eyre and Spottiswoode, Londra, 1952
- Rudolf Carl von Slatin, Fire and Sword in the Sudan, https://www.gutenberg.org/ebooks/41035
- Philip Warner, Dervish, the rise and fall of an African empire, Wordsworth editions, 2000, ISBN 1-84022-246-8